# Staré Bříště
Staré Bříště é uma comuna checa localizada na região de Vysočina, distrito de Pelhřimov.